# Rechtssubjekt
Rechtssubjekt (oder (Rechts-)Person) bezeichnet in der Rechtswissenschaft einen von der Rechtsordnung anerkannten (potenziellen) Träger von subjektiven Rechten und Pflichten. Gegensatz sind die Rechtsobjekte (Sachen und Immaterialgüter).
Das Rechtssubjekt ist ein grundlegendes Rechtsinstitut aller Rechtstheorien, weil sie an Rechtssubjekte, als Träger der Rechte, anknüpfen müssen. Dabei konzentrieren sie sich auf die sogenannte natürliche Person, den Menschen; doch ist nicht jedes Rechtssubjekt eine natürliche Person. Neben natürlichen Personen gibt es auch Vereinigungen oder Zweckvermögen, denen die Rechtsordnung die Rechtsfähigkeit zuerkennt; insb. die juristischen Personen.
Die Rechtsfähigkeit, also die von der Rechtsordnung zuerkannte Fähigkeit, Träger von Rechten und Pflichten sein zu können, ist für das Rechtssubjekt konstitutiv: Wer nicht rechtsfähig ist, kann nicht Träger von Rechten und Pflichten und damit nicht Rechtssubjekt sein.
Von der Rechtsfähigkeit zu unterscheiden ist die Handlungsfähigkeit, also die Fähigkeit durch eigene Handlung Rechtsfolgen herbeizuführen, insbesondere Rechte zu erwerben und Pflichten zu begründen. Ob und wie ein Rechtssubjekt rechtlich handelt, bestimmt es im Rahmen der Privatautonomie selbst. Im Recht geht es stets nur um solche Rechtshandlungen, deren Auswirkungen auch andere Rechtssubjekte als den Handelnden betreffen können.
Das deutsche BGB verwendet den allgemeinen Begriff des Rechtssubjekts nicht. Der erste Abschnitt des ersten Buches des BGB trägt die Überschrift „Personen“. Dessen erster Titel (§§ 1–14) wiederum heißt „Natürliche Personen, Verbraucher, Unternehmer“, der zweite (§§ 21–89) „Juristische Personen“. Es teilt also die Gruppe der Personen, eine Untergruppe der Rechtssubjekte, ein in die natürlichen Personen und die juristischen Personen.
Das BGB regelt die wesentlichen privatrechtlichen Beziehungen der Rechtssubjekte in den §§ 1–89 BGB oder der Rechtsobjekte (§§ 90–103 BGB). Die Rechtsordnung ermöglicht den Rechtssubjekten in bestimmten Grenzen die eigenverantwortliche Gestaltung (→ Privatautonomie) ihrer Rechtsverhältnisse, deren Instrument das Rechtsgeschäft darstellt.

## Geschichte
Das Naturrecht erkannte nur alle freien Menschen als Rechtssubjekte an. Auch das römische Recht unterschied freie Menschen (lateinisch homines liberi) und Sklaven (lateinisch homines servi). Der Sklave war nicht Rechtssubjekt, sondern Rechtsobjekt und stand als solches im Eigentum seines Herrn. Aber auch freie Menschen erhielten ihren Status als Rechtssubjekte erst als Mitglied einer römischen Bürgergemeinde (lateinisch status civitatis).
Die Auffassung, dass nicht der Staat, sondern nur die Person des jeweiligen Herrschers Rechtssubjekt sein kann, hat sich in England uneingeschränkt über das Mittelalter hinaus behauptet. Noch heute zeigt sich im englischen Recht, dass die Vorstellung eines Staates als Rechtssubjekt theoretisch schwach entwickelt ist. Für den deutschen Verwaltungsrechtler Otto Mayer war 1909 der Staat ebenfalls noch kein Rechtssubjekt. Der Staatsrechtler Hans Kelsen verlangte 1913, dass sich der Staat als Rechtssubjekt dem Recht unterwerfen müsse. Der Rechtswissenschaftler Franz von Liszt stufte 1925 Staaten mindestens im Völkerrecht als Völkerrechtssubjekte ein, weil sie Träger von völkerrechtlichen Rechten und Pflichten sind. In ihrer Funktion als Vermögensträger oder Schuldner sind sie auch im Privatrecht für ihn Rechtssubjekte.
Der deutsche Philosoph Immanuel Kant verstand 1784 unter Personen zurechnungsfähige Subjekte, „vernünftige Wesen unter moralischen Gesetzen“, die sich als Volk (die Menge der Rechtssubjekte) selbst zu einem Staat konstituierten. „Das Rechtssubjekt führt also nicht nur Handlungen […] aus, sondern es ist in der Lage, für sich und für andere den Zweck dieser Handlungen gültig zu bestimmten“, womit Kant die Rechtlosen zu Rechtssubjekten erhebt. Für seinen Kollegen Adolf Lasson stand im Jahre 1882 fest, dass das, was innerhalb der Grenzen eines Gesetzes liegt, als die Sphäre der Befugnis aller Rechtssubjekte gilt.
Der Allgemeine Teil des im Januar 1900 in Kraft getretenen BGB folgte der römisch-rechtlichen Einteilung in Personen als Rechtssubjekte (lateinisch personae), Sachen als Rechtsobjekte (lateinisch res) und Rechtshandlungen (lateinisch actiones). Demnach handeln Personen als Rechtssubjekte, indem sie Rechtsgeschäfte (meist Verträge) über Rechtsobjekte (Sachen oder Rechte) abschließen. Der Rechtsphilosoph Julius Binder kritisierte 1907, dass bisherige Theorien lediglich erklärten, was „Rechtsubjekt sein“ heiße, aber nicht, was ein Rechtssubjekt ist.

## Arten
Die nachstehenden Beispiele sind dem deutschen Recht entnommen. Sie gelten jedoch auch in Österreich, der Schweiz und jedenfalls dem sonstigen kontinentaleuropäischen, vom römischen Recht geprägten Rechtskreis. Kleinere Unterschiede sind bei den einzelnen juristischen Personen möglich.
Übersicht (zum Aufklappen auf „[+/−]“ klicken)
| Stiftung Anstalt Körperschaft Gebietskörperschaft Personalkörperschaft Verbandskörperschaft Realkörperschaft |

| Rechtsfähige Stiftung Körperschaft Eingetragene Genossenschaft Eingetragener Verein Altrechtlicher Verein Versicherungsverein auf Gegenseitigkeit Kapitalgesellschaft Aktiengesellschaft Investmentaktiengesellschaft REIT-Aktiengesellschaft Gesellschaft mit beschränkter Haftung Kommanditgesellschaft auf Aktien Unternehmergesellschaft (haftungsbeschränkt) |

Natürliche und juristische Personen sind rechtsfähig. Das BGB kennt als juristische Personen den rechtsfähigen Verein (§§ 21 ff. BGB) und die rechtsfähige Stiftung (§§ 80 ff. BGB); die Rechtsfähigkeit verleiht ihnen den Status als Rechtssubjekte. Exemplarisch entschied der Bundesgerichtshof (BGH) im Januar 2001, dass auch die (Außen-)Gesellschaft der Gesellschaft bürgerlichen Rechts (GbR) Rechtsfähigkeit besitzt, sodass auch sie ein Rechtssubjekt darstellt. Daraus folgt vor allem, dass ein Gesellschafterwechsel keinen Einfluss mehr auf die bestehenden Rechts- und Schuldverhältnisse der GbR hat.
Wegen ihrer besonderen wirtschaftlichen Bedeutung sind Rechtssubjekte auch die Kaufleute und die Handelsgesellschaften (Personengesellschaften und Kapitalgesellschaften, Genossenschaften oder der Versicherungsverein auf Gegenseitigkeit). Auch die juristischen Personen des öffentlichen Rechts (Anstalten, Körperschaften, Stiftungen des öffentlichen Rechts und Gebietskörperschaften) sind Rechtssubjekte. Als Gebietskörperschaften zählen auch Bund, Länder und Kommunen dazu.
Tiere sind nicht rechtsfähig und damit keine Rechtssubjekte, sondern sind den Rechtsobjekten zuzuordnen (§ 90a BGB). Dass sie damit Sachen gleichgestellt sind, beruht nicht auf mangelnder ethischer Sensibilität, sondern darauf, dass die Regeln des Sachenrechts auf Tiere ebenso gut passen wie auf andere Sachen. Die stille Gesellschaft ist eine reine Innengesellschaft, weil sich die Rechte und Pflichten des stillen Gesellschafters ausschließlich auf das Innenverhältnis beschränken; damit ist sie kein Rechtssubjekt.

## Beziehungen zwischen Rechtssubjekten und Rechtsobjekten, insb. im Privatrecht
Rechtssubjekte treten durch Rechtsgeschäfte miteinander in Verbindung, indem sie beispielsweise Willenserklärungen abgeben, Verträge abschließen, Verpflichtungen eingehen, Eigentum erwerben oder ein Vermögen erben. Dabei sind die Rechtsobjekte der Beherrschung durch die Rechtssubjekte unterworfen und Adressat der von den Rechtssubjekten ausgehenden Handlungen. Steht einem Rechtsinhaber ein subjektives Recht einredefrei zu, kann er es gegenüber anderen Rechtssubjekten so geltend machen, wie es der Verhaltensberechtigung entspricht. Leistungsbeziehungen der Rechtssubjekte entstehen meist durch rechtsgeschäftliche Schuldverhältnisse wie etwa dem Vertrag (§ 311 Abs. 1 BGB). Eine Anspruchsnorm ist jede Rechtsnorm, die einem Rechtssubjekt als Anspruchsinhaber bei Vorliegen bestimmter Voraussetzungen einen Rechtsanspruch gewährt. Das andere Rechtssubjekt übernimmt hierdurch eine Verpflichtung. Subjektive Rechte sind die einem Rechtssubjekt durch die Rechtsordnung verliehene Rechtsmacht.

## Deliktsfähigkeit
Rechtssubjekte sind grundsätzlich auch deliktsfähig, also im Bereich der unerlaubten Handlung auch für Schäden bei Dritten haftbar (§§ 823 ff BGB). Dabei trifft die Deliktsfähigkeit zunächst einmal die natürlichen Personen. Sie sind deliktsfähig, es sei denn, sie sind
- im Zustand der Bewusstlosigkeit oder krankhaften Störung der Geistestätigkeit,
- im unverschuldeten Rausch (wenn verschuldet: deliktsfähig oder fahrlässig),
- Kinder bis zum vollendeten siebten Lebensjahr (bei Verkehrsunfällen bis zum zehnten Lebensjahr)
- Jugendliche zwischen dem vollendeten siebten und achtzehnten Lebensjahr (ohne Einsichtsfähigkeit).

Juristische Personen als solche sind indes nicht deliktsfähig, weil sie anderen keinen Schaden zufügen können. Da jedoch für die juristische Person ihre Organe auftreten und die Tätigkeit von deren Organwaltern als Handlungen der juristischen Person angesehen wird, sind die hierbei auftretenden Schäden im Rahmen der Organhaftung der juristischen Person zuzurechnen.